# Wolseley 15/40
Der Wolseley 15/40 war ein Wagen der unteren Mittelklasse, den Wolseley 1921 als kleineren Nachfolger des Wolseley 16/20 herausbrachte.
Er hatte einen Vierzylindermotor mit 2614 cm³ Hubraum, obenliegender Nockenwelle (OHC) und Wasserkühlung. Der Wagen wurde auf einem Fahrgestell mit 2997 mm Radstand geliefert. Die Aufbauten waren 4013 mm lang.
1925 wurde die Produktion zu Gunsten des Typs 16/35 mit seitengesteuertem Motor eingestellt.